# My Life is Murder
My Life is Murder är en australisk dramaserie från 2019 vars första säsong består av 10 avsnitt och har premiär på TV4 den 16 april 2023. Seriens tredje säsong, även den bestående av 10 avsnitt, hade premiär i oktober 2022.

## Handling
Serien kretsar kring privatdetektiven Alexa Crowe som jagar skurkar i Melbourne samtidigt som hon brottas med vardagslivets problem. Till sin hjälp har hon dataproffset Madison Feliciano och tillsammans löser de kriminalfall av det ovanligare slaget.

## Roller i urval
- Lucy Lawless - Alexa Crowe
- Bernard Curry - Kieran Hussey
- Martin Henderson - Will Crowe
- Tatum Warren-Ngata - Beth
- Laura Daniel - Isla
- Lindsay Farris - Dylan Giroux
- Danielle Cormack - Nikki Malone
- William Shatner - Barton Wallwork
- Renee O'Connor - Clarissa Klein
- Bill Bailey - Enzo Pavone
- Temuera Morrison - Frankie Jones